# Berlin-Marathon 2010
| 37. Berlin-Marathon    | 37. Berlin-Marathon               |
| ---------------------- | --------------------------------- |
| Stadt                  | Berlin, Deutschland               |
| Datum                  | 26. September 2010                |
| Distanz                | 42,195 Kilometer                  |
| Sieger                 |                                   |
| Männer                 | Patrick Makau Musyoki (2:05:08 h) |
| Frauen                 | Aberu Kebede (2:23:58 h)          |
| ← Berlin-Marathon 2009 | Berlin-Marathon 2011 →            |
| Website                | Offizielle Website                |

Der Berlin-Marathon 2010 war die 37. Ausgabe der jährlich stattfindenden Laufveranstaltung in Berlin, Deutschland. Der Marathon fand am 26. September 2010 statt und war der dritte World Marathon Majors des Jahres.
Bei den Männern gewann Patrick Makau Musyoki in 2:05:08 h und bei den Frauen Aberu Kebede in 2:23:58 h.

## Ergebnisse

### Männer
| Platz | Athlet                 | Land      | Zeit (h)   |
| ----- | ---------------------- | --------- | ---------- |
| 01    | Patrick Makau          | Kenia     | 2:05:08    |
| 02    | Geoffrey Kiprono Mutai | Kenia     | 2:05:10    |
| 03    | Bazu Worku             | Äthiopien | 2:05:25    |
| 04    | Yemane Tsegay          | Äthiopien | 2:07:52    |
| 05    | Eliud Kiptanui         | Kenia     | 2:08:05    |
| 06    | Bernard Kiprop Kipyego | Kenia     | 2:08:50    |
| 07    | Tadesse Abraham        | Äthiopien | 2:09:24    |
| 08    | Gilbert Yegon          | Kenia     | 2:10:34    |
| 09    | Masakazu Fujiwara      | Japan     | 2:12:00    |
| 10    | Bat-Otschiryn Ser-Od   | Mongolei  | 2:12:42 NR |

### Frauen
| Platz | Athletin                   | Land        | Zeit (h)   |
| ----- | -------------------------- | ----------- | ---------- |
| 01    | Aberu Kebede               | Äthiopien   | 2:23:58    |
| 02    | Bezunesh Bekele            | Äthiopien   | 2:24:58    |
| 03    | Tomo Morimoto              | Japan       | 2:26:10    |
| 04    | Sabrina Mockenhaupt        | Deutschland | 2:26:21 PB |
| 05    | Olena Burkowska            | Ukraine     | 2:28:31    |
| 06    | Adriana Pirtea             | Rumänien    | 2:30:15    |
| 07    | Adriana Aparecida da Silva | Brasilien   | 2:32:30    |
| 08    | Tanith Maxwell             | Südafrika   | 2:32:33    |
| 09    | Lisa Christina Stublić     | Kroatien    | 2:33:42    |
| 10    | Agnieszka Gortel           | Polen       | 2:34:47    |